# Stac an Armin
Stac an Armin är en rauk i Storbritannien. Den ligger 400 meter norr om ön Boreray i ögruppen St. Kilda i Skottland. Rauken är 196 meter hög, vilket gör den till den högsta havsrauken i Brittiska öarna.